# Statue honoraire du pape Innocent X
La statue honoraire du pape Innocent X est une statue en bronze de la fin des années 1640, du pape Innocent X. Elle a été exécutée par le sculpteur bolonais Alessandro Algardi. Les travaux ont été commandés en 1646 et ont duré cinq ans. La statue est conservée dans les musées du Capitole à Rome, au palais des Conservateurs, dans la salle des Horaces et des Curiaces.

## Histoire
En 1645, les Conservateurs décident d'ériger une statue honoraire d'Innocent X, en bronze, à installer dans le palais Neuf, un bâtiment souhaité par le pape Pamphilj, en fin de construction sur la Place du Capitole. En 1646, les travaux sont confiés au sculpteur bolonais Alessandro Algardi. La première fusion étant défectueuse, une seconde est nécessaire qui réussit à satisfaire les commanditaires.
La statue honoraire, malgré la surface qui n'est pas parfaitement finie en raison du fait qu'il est urgent de la placer au Capitole pour les célébrations de l'Année sainte, est inaugurée dans la grande salle du palais des Conservateurs le 9 mars 1650. Dès la seconde moitié décennie du XVIe siècle, des statues de papes sont installées dans la salle des Horaces et des Curiaces du palais des Conservateurs, signe évident de la reconnaissance de l'autorité pontificale.
Transférée en 1671 dans le Salon du palais Neuf, elle est déplacée pendant l'occupation française à la fin du XVIIIe siècle, avant d'être définitivement replacée dans la salle des Horaces et des Curiaces en 1818.

## Analyse
La statue présente quelques imperfections, des lacunes venant de défauts de fusion, et très peu de signes de finition à froid sur les surfaces. Mais ces imperfections ne donnent pas l'impression de défauts : au contraire, elles semblent transmettre une force extraordinaire à ce portrait. Même si l'artiste ne l'avait pas recherché, l'effet dû au « manque de finition » souligne la grande qualité de l'œuvre, que la critique considère comme l'une des meilleures réalisations d'Alessandro Algardi.